# Cool Gardens
Cool Gardens (с англ. — «Прохладные сады») — книга стихов армяно-американского певца и композитора Сержа Танкяна, вокалиста группы System of a Down. Она была выпущена 1 октября 2002 года издательством MTV, и представляет собой сборник стихотворений, которые Серж написал за восемь лет. Содержание стихотворений очень похоже по смыслу с текстами песен группы System of a Down, в них отображаются проблемы общества и людей, а также критикуется власть.
Следует добавить, что книга получила много похвал в обществе.
Поэт и Музыкант Сол Уильямс опубликовал следующее комментарии о книге Танкяна:

Слова Сержа, как и его голос, имеют чёткую эстетическую чувственность. Его способность показывать что Умирают птицы в то время как мы разглядываем их красоту, размах крыльев и красоту пения. Серж удивительный человек, полный страсти, с красивым сердцем, обсуждать проблемы и есть суть его видения и таланта

## Список стихотворений Cool Gardens
| - Prenatal Familiarities - From Words To Portraits - Mer - Businessman vs. Homeless - A Metaphor? - Duty Free Fear - Day Or Night - Matter - The Count - Wet Flower - Mercury - City Of Blinds - Compassion - Brain Waves - Compliment - Rain - Subatomic Music - Days Inn - Partial Moons - Soil - The Void - Sun Bear - Kevorkian Patient’s Plee - I Don’t Want To Shower - Desystemization - Mix - Information - Silence - Tars - Nil - Reality The Beautiful - Jeffrey, Are You Listening? - Freezing - Pen - Fermented Husbands - Artco. - Indentured Servitude - Dawn - Conquer? - Circus Tiger - Friik - PsychiatryPsychiatry - Orange Light - Words Of A Madman - My Words | - Misunderstood Rose - Defeatism - Children - Prop. 192 - Child’s Man - I Am My Woman - Overload - Time For Bed - Am - Identity - Permanently Plucked - Shine - Now - Self Elimination - New Ear - Dr. Trance - Puzzle - Death - A Mess - Felix The Cat - Revolution - A Letter To Congress - Data - Minute Horizons - Art - Primrose - Touche' - Life Savers - Nations - One Word - Lighter - Addiction - 12 Lives - House Of Flies - Cat Naps - Culture - NYC - I Am Ready - Her Eye - Edge Of A Sink - I’m Erica - First Entry - Flux |